# Ulmara rotunda
Ulmara rotunda är en fjärilsart som beskrevs av Paul Dognin 1916. Ulmara rotunda ingår i släktet Ulmara och familjen Mimallonidae. Inga underarter finns listade i Catalogue of Life.